# Gottlob Adolph

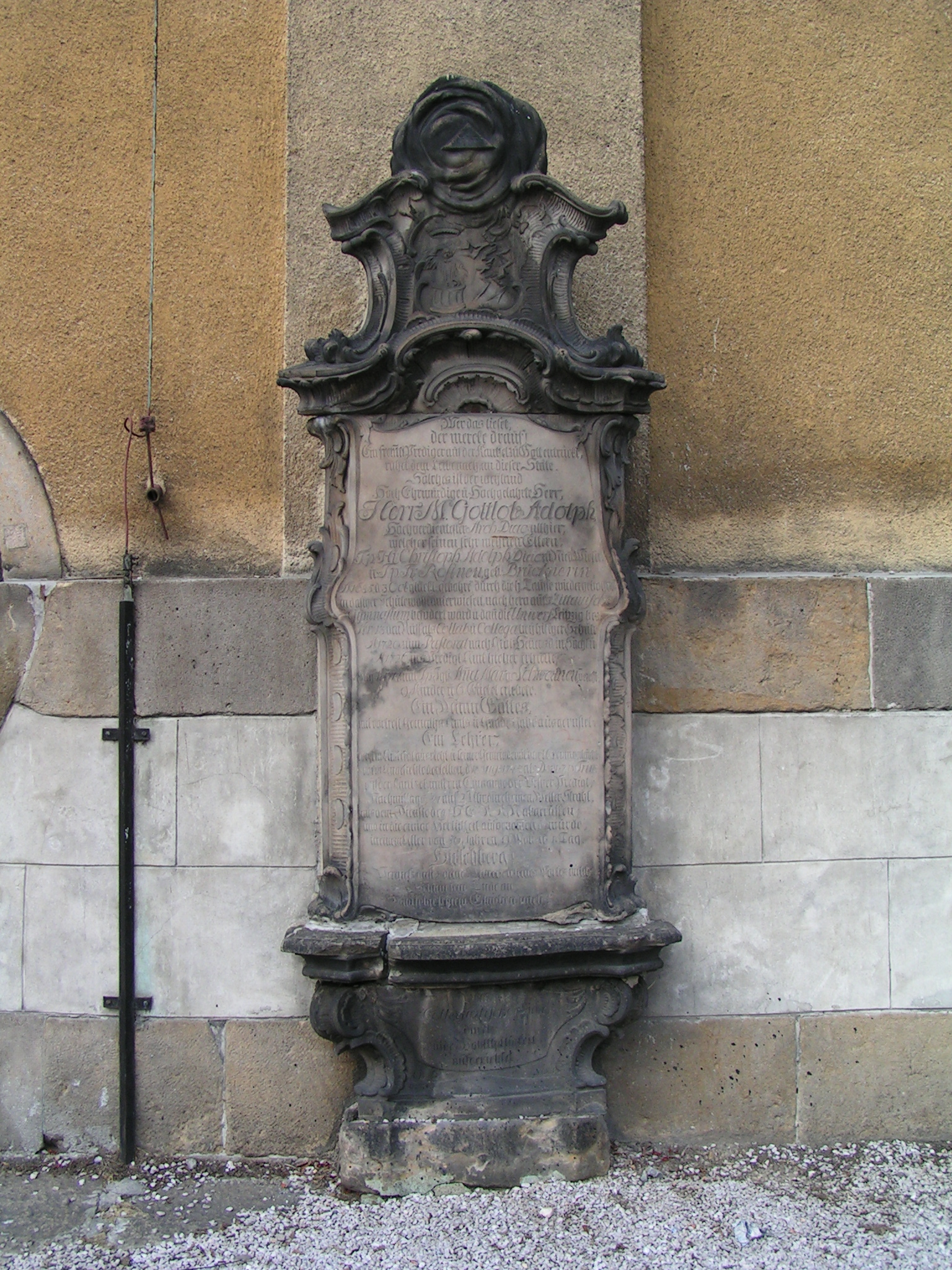
Grab Gottlob Adolph an der Gnadenkirche in Jelenia Góra

Gottlob Adolph (* 30. Oktober 1685 in Nieder Wiesa (Oberlausitz) bei Greiffenberg; † 1. August 1745 in Hirschberg, Fürstentum Schweidnitz) war ein deutscher Kirchenlieddichter.

## Leben
Gottlob Adolph wurde am 30. Oktober des Jahres 1685 in Niederwiese (später Wiesa) bei Greiffenberg als Sohn des Pfarrers Christoph Adolph und Fr. Rosinen (geb. Brücknerin) geboren. Er besuchte das Gymnasium in Zittau und studierte ab dem Jahr 1701 an der Universität Leipzig. Im Jahr 1705 wurde ihm der Magister-Grad verliehen. Als Nächstes war er als Hauslehrer und ab 1713 als Lehrer einer Schule in Hirschberg tätig. 1714 heiratete er Ana Maria, geborene Schwertner. Seit 1720 war er auch als Pfarrer in Großhennersdorf tätig. Adolph war mit dem Pfarrer in Berthelsdorf, Johann Andreas Rothe, befreundet; mit ihm erlebte er sowohl die Ansiedlung der Böhmischen Brüder als auch die Gründung Herrnhuts. In Hirschberg wurde Adolph zunächst, 1727, Diakon und 1730 zum Archidiakon gewählt. Am 1. August 1745 verstarb er ebenda, da er während seiner Predigt auf der Kanzel vom Blitz getroffen wurde.

## Werke
- Mein Herz, ach denk an deine Buße, da noch des Hirten Stimme lockt!
- Wie treu, mein guter Hirte, gehst du den Sündern nach
- Schaffet eure Seligkeit allezeit mit Furcht und Zittern!

## Inschrift auf dem Grabstein
Wer das lieset,

der mercke drauf!

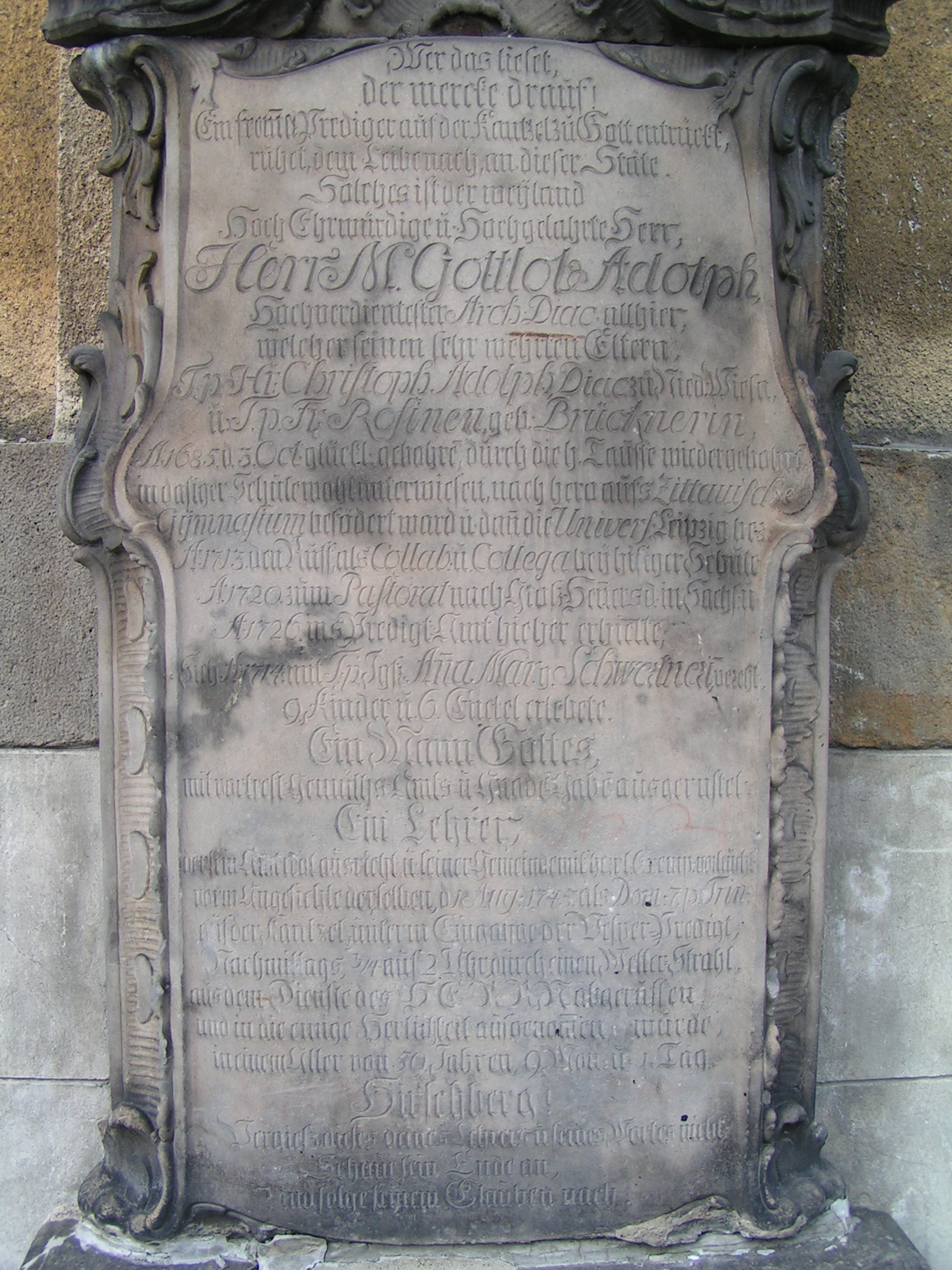
Detailansicht des Grabes

Ein frommer Prediger auf der Kantzel zu Gott entrückt,

ruhet, dem Leibe nach, an dieser Stätte.

Solches ist der weyland

Hoch Ehrwürdige u Hochgelahrte Herr,

Herr M. Gottlob Adolph,

Hochverdientester Arch Diac allhier,

welcher seinen sehr wehrten Eltern,

T.p. Hr: Christoph Adolph, Diac zu Nied.Wiesn,

u T.p. Fr. Rosinen, geb, Brücknerin,

A. 1685 d. 3.Oct glückl. gebohren, durch die h. Tauffe wiedergebohren

in dortiger Schule wohl unterwiesen, nach hero aufs Zittauische

Gymnasium befördert ward u dan die Univers. Leipzig bes.

A. 1713 den Ruff als Collab u. Collega bey hisiger Schule

A. 1720 zum Pastorat nach Groß-Heuersd. in Sachsen

A. 1726 ins Predigt Amt hieher erhielte.

Sich A. 1714 mit T.p. Jgf. Anna Maria Schwertner verehl.

9 Kinder u. 6 Enckel erlebte.

Ein Mann Gottes,

mit vortreffl. Gemüths-,Amts- und Gnadengabe ausgerüstet.

Ein Lehrer

der sein Amt ausricht u. seiner Gemeinde mit vorb.Exemplum vorsteht.

Vorm Angesichte derselben, d. 1. Aug 1745 als Dom: 7.1.5. (?) Trin

auf der Kantzel, unterm  Eingange der Vesper Predigt,

Nachmittags 3/4 auf 2 Uhr durch einen Wetter-Strahl

aus dem Dienste des HERRN abgeruffen,

und in die ewige Herrlichkeit aufgenommen, wurde 

in einem Aller von 59 Jahren, 9 Mon u. 1 Tag.

Hirschberg!

Vergiß dieses deines Lehrers u. seines Wortes nicht.

Schaue sein Ende an,

und folge seinem Glauben nach.
Von 
Collegialischer Liebe
durch
milde Wohltätigkeit
aufgerichtet
1767          im Oct